# Abborrtjärnen (Vännäs socken, Västerbotten)
Abborrtjärnen är en sjö i Vännäs kommun i Västerbotten och ingår i Umeälvens huvudavrinningsområde. Abborrtjärnen ligger i Åtmyrberget Natura 2000-område.